# Manohar Aich

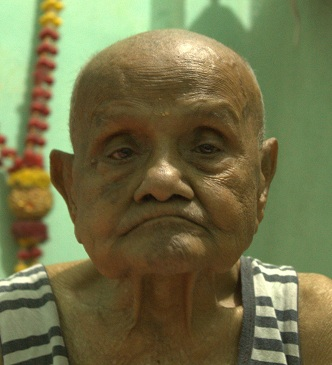
Manohar Aich (2012)

Manohar Aich (bengalisch মনোহর আইচ Manohar Āic; * 17. März 1914 in Dhamti, Kumilla, Britisch-Indien (heute in Bangladesch); † 5. Juni 2016 in Kalkutta) war ein indischer Bodybuilder, der im Jahre 1952 den Titel Mr. Universum der Amateure gewann. 

## Leben und Karriere
Manohar Aich wurde im März 1914 in dem Dorf Dhamti im Distrikt Kumilla in der damaligen Kronkolonie Britisch-Indien geboren; sein Geburtsort liegt heute ganz im Osten des Staates Bangladesch. Schon in seiner Kindheit zeigte er ein reges Interesse an mit Kraft verbundenen Sportarten, vor allem am Ringen und Gewichtheben. Nachdem er als Zwölfjähriger plötzlich am Schwarzen Fieber erkrankt war und seine Gesundheit zusammenbrach, gewann er seine Kraft durch körperliche Fitnessübungen zurück. Seine Bodybuilding-Übungen begann er ganz traditionell mit Liegestütz, Kniebeuge, Klimmzug, Beinheben und Sit-up. Bereits in diesem frühen Alter übte er Eigengewichtübungen und Calisthenics mit bis zu 100 Wiederholungen pro Set aus. Seine Schulausbildung absolvierte er unter anderem an der Jubilee School in Dhaka und war in seiner Freizeit vorwiegend beim Training im Ruplal Byayam Samiti anzutreffen. Seinen Durchbruch in der Öffentlichkeit hatte er erst durch seine Zusammenarbeit mit dem damals bekannten indischen Zauberer Protul Chandra Sorcar. Mit dem etwa ein Jahr älteren Sorcar trat er in diversen Shows mit dem Titel Physique and Magic auf. Zu seinen Kunststücken zählten dabei das Verbiegen von Stahl mit seinen Zähnen, das Verbiegen von Speeren auf seinem Nacken oder das Liegen auf Schwertern.
Als 28-Jähriger schrieb sich Manohar Aich im Jahre 1942 bei der Royal Air Force ein und verfolgte auch hier seine Laufbahn als Bodybuilder. Erst hier wurde er vom britischen RAF-Offizier Reub Martin an das Krafttraining mit Gewichten und an den verschiedenen Geräten herangeführt. Bis zu diesem Zeitpunkt hatte er seinen Körper lediglich durch die bereits erwähnten Körperübungen geformt. Aufgrund seiner Statur wurde er schon bald von den Offiziellen der Royal Air Force hochgelobt, ehe es zu seinem leichten Einbruch kam, nachdem Aich inhaftiert wurde, weil er einen britischen Offizier geschlagen hatte, nachdem dieser eine beleidigende Äußerung betreffend kolonialer Unterdrückung tätigte. Erst im Gefängnis begann er ernsthaft mit dem Krafttraining mit Gewichten und an Geräten, wobei er hierbei oftmals stundenlang am Tag anzutreffen war. Durch die Verantwortlichen des Gefängnisses erhielt Manohar Aich sogar eine Sonderkost, um für das alltägliche Training gewappnet zu sein. Erst mit der Unabhängigkeit Indiens vom Vereinigten Königreich am 15. August 1947 endete Aichs Gefangenschaft.
Als mittlerweile 36-Jähriger, mit wenig Geld, verheiratet und Vater von vier Kindern, zwei Töchtern und zwei Söhnen, nahm er im Jahre 1950 an einem Mr.-Hercules-Wettbewerb teil, den er auch gewann. Aufgrund dieses Erfolges nahm er im darauffolgenden Jahr in der Amateurwertung des Mr.-Universum-Wettbewerbs in London teil, wo er mit dem zweiten Platz abschloss. In weiterer Folge beschloss er, in London zu bleiben und für den Wettbewerb im nächsten Jahr zu trainieren. Beim Mr. Universum 1952 konnte sich der Inder gegen die Konkurrenz durchsetzen und gewann, mittlerweile 38-jährig, den Wettbewerb in der Amateurwertung, während im gleichen Jahr Juan Ferrero der erste Profi war, der diesen Titel erhielt. Im Anschluss an seinen Titel wurde er zu unzähligen Veranstaltungen eingeladen und erreichte zahlreiche Toppositionen bei den asiatischen Bodybuilding-Meisterschaften. In dieser Zeit erhielt er aufgrund seiner geringen Körpergröße von 150 cm auch den Spitznamen „Pocket Hercules“. Nach seinem Mr.-Universum-Sieg gewann er unter anderem auch kuriosere Wettbewerbe wie etwa die Weltmeisterschaft im Federnauseinanderziehen (Strandpulling). Dabei soll er eine Feder mit einer Spannung von 275 Pfund so weit gedehnt haben, bis sie zerriss. 1955 beendete er den Mr.-Universum-Wettbewerb auf dem dritten Platz.
Zwei Jahre später nahm er als mittlerweile 46-Jähriger erneut am Mr. Universum teil, wo er hinter der jüngeren Konkurrenz Vierter wurde. Vor allem ab den 1960ern trat er bei unzähligen Bodybuilding-Wettbewerben auf und war oftmals im Fernsehen zu sehen. Seinen letzten öffentlichen Auftritt als Bodybuilder hatte er im Jahre 2003 im Alter von 89 Jahren, ehe er sich weitgehend vom öffentlichen Sport zurückzog, aber dennoch für sich selbst weitertrainierte. Zuletzt lebte Manohar Aich in Baguihati im Nordosten von Kalkutta, wo er seine beiden Söhne – einer führt ein traditionelles Akhara, der andere ein konventionelles Fitnesscenter für Ganzheitliche Medizin – auch im hohen Alter noch tatkräftig unterstützte. Im Jahre 1991 nahm für die Bharatiya Janata Party an einer Wahl in die Lok Sabha teil, wobei er über 163.000 Stimmen erhielt, jedoch nicht den Einzug schaffte. Im Alter von 99 Jahren erlitt er einen leichten Herzinfarkt, der es ihm unmöglich machte, wieder Gewichte zu stemmen. Manohar Aich gilt weithin als Entdecker und größter Förderer von Satya Paul, dem achtfachen nationalen Meister. Des Weiteren brachte er auch Premchand Dogra hervor, der vor allem in den 1980ern zahlreiche Erfolge einfuhr und 1988 bei den World Amateur Bodybuilding Championships Weltmeister im Mittelgewicht (bis 80 kg) wurde.